# Вишеград (Венгрия)
Вишеград (венг. Visegrád) — город в центральной части Венгрии, в медье Пешт. Население — 1783 человека (2014).

## История
В XIII веке в Вишеграде была построена Вишеградская крепость. На протяжении нескольких лет в XIV веке город был столицей Венгрии, в 1335 и 1339 годах там состоялись съезды монархов Восточной Европы. В это время близ Вишеградской крепости начались работы над королевским дворцом. После перенесения столицы в Буду в XIV—XVI веках Вишеградский дворец служил летней резиденцией венгерских королей.
В XVIII веке Вишеградская крепость и дворец были разрушены войсками Габсбургов в ходе войны за Венгрию. До нашего времени полностью сохранилась только одна башня крепости — Башня Соломона. По легенде, именно в этой башне в своё время был заключён Влад Цепеш.
В 1991 году здесь в Нижнем королевском дворце (сейчас Музей Короля Матиаша) представители ЧСФР, Венгрии и Польши подписали договор о сотрудничестве при присоединении к Европейскому Союзу (символично напомнив о встрече трёх королей в 1335 году) и образовав таким образом Вишеградскую группу.

## Достопримечательности
- Руины замка
- Руины королевского дворца

## Население
| Год  | Численность | Численность |
| ---- | ----------- | ----------- |
| 2013 | 1795        | [ 3 ]       |
| 2014 | 1783        | [ 4 ]       |
| 2018 | 1841        | [ 5 ]       |
| 2021 | 1847        | [ 6 ]       |
| 2022 | 1794        | [ 7 ]       |
| 2023 | 1789        | [ 8 ]       |
| 2024 | 1793        | [ 1 ]       |

## Города-побратимы
- Ланчано, Италия